# Kjeld Abell
Kjeld Abell (Ribe (Jutland), 25 augustus 1901 -  Kopenhagen, 5 maart 1961)  geldt als de belangrijkste Deense dramaschrijver van de twintigste eeuw. 

## Biografie
Hij was aanvankelijk werkzaam als decorontwerper bij diverse schouwburgen, onder meer in Parijs en Londen. In 1934 debuteerde hij met een ballet en het jaar daarop oogstte hij veel bijval met de komedie De melodie die zoek raakte.
In zijn daarop volgende werk verdiepte hij zich in de krachten die in de moderne samenleving de vrijheid bevorderen of juist in de weg staan. Nu eens richt hij zijn kritiek tegen de conventionele opvoeding en de tirannie in gezinsverband in onder meer Eva vervult haar kinderdienstplicht, dan weer benadrukt hij dat elke mens zijn taak volledig moet vervullen en bewust de consequenties van zijn handelen moet aanvaarden zoals in Judith en Silkeborg.
Zijn toneeltechniek vertoont veel overeenkomst met deze van Kaj Munk, doordat hij de problemen die aangekaart worden in een sprookjesachtige sfeer plaatst.
Zijn laatste stuk uit 1961, De Kreet, is een fantastische komedie, waarin zowel mensen als vogels optreden.